# Noël Bénet

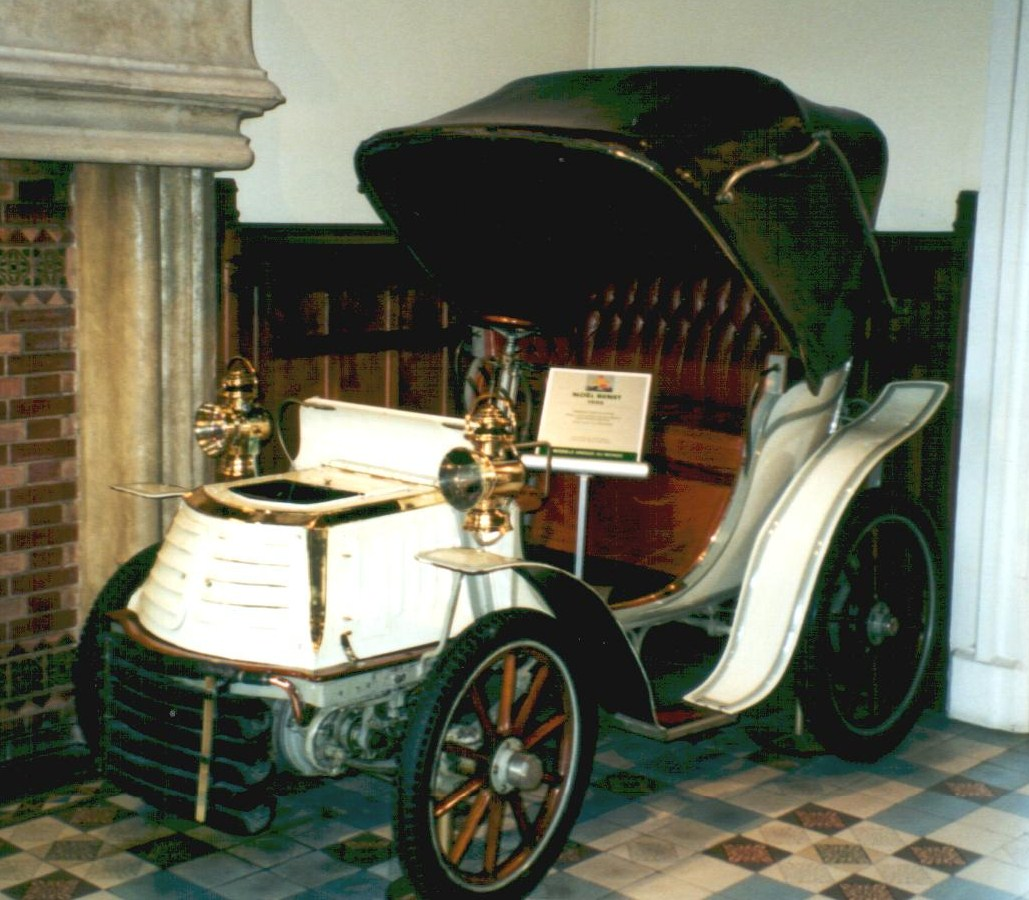
Noël Bénet von 1900

Noël Bénet war ein französischer Automobilhersteller.

## Unternehmensgeschichte
Das Unternehmen aus Offranville begann 1900 mit der Produktion von Automobilen. Im gleichen Jahr endete die Produktion bereits wieder. Es entstanden nur wenige Exemplare.

## Fahrzeuge
Das Unternehmen stellte ein Modell mit einem Einzylinder-Einbaumotor von De Dion-Bouton her. Die Besonderheit war der Frontantrieb. Unter anderem gab es die Karosserieform Vis-à-vis.
Ein Fahrzeug dieser Marke ist im Musée Henri Malartre in Rochetaillée-sur-Saône zu besichtigen.